# Szczuroskoczek teksaski
Szczuroskoczek teksaski (Dipodomys elator) – gatunek ssaka podrodziny szczuroskoczków (Dipodomyinae) w obrębie rodziny karłomyszowatych (Heteromyidae).  Występuje na terenie Stanów Zjednoczonych. Liczebność gatunku osiąga około 1000 osobników. Badania przeprowadzone w latach 80. i 90. XX wieku stwierdziły stopniowy spadek liczebności gryzonia. 

## Zasięg występowania
Szczuroskoczek teksaski występuje w południowo-środkowych Stanach Zjednoczonych (północno-środkowy Teksas i przylegająca południowo-środkowa Oklahoma).

## Taksonomia
Gatunek po raz pierwszy naukowo opisał w 1894 roku amerykański zoolog Clinton Hart Merriam nadając mu nazwę Dipodomys elator. Holotyp pochodził z Henrietty, w hrabstwie Clay, w Teksasie, w Stanach Zjednoczonych. 
Na podstawie analiz sekwencji molekularnych D. elator należy do grupy gatunkowej phillipsii wraz z D. ornatus i D. phillipsii. Autorzy Illustrated Checklist of the Mammals of the World uznają ten takson za gatunek monotypowy.

### Etymologia
- Dipodomys: gr. δίποδος dipodos „dwunożny”, od δι- di- „podwójnie”, od δις dis „dwa razy”, od δυο duo „dwa”; πους pous, ποδος podos „stopa”; μυς mus, μυός muos „mysz”[7][8].
- elator: łac. ex „na zewnątrz, z”; lator „przynoszący”[9].

## Morfologia
Długość ciała (bez ogona) 99–140 mm, długość ogona 161–205 mm, długość ucha 13 mm, długość tylnej stopy 46 mm; masa ciała 65–90 g. W większości pomiarów czaszki samców są większe od czaszek samic. Ogon stanowi 155% długości ciała.

## Ekologia
Zamieszkuje mieszane tereny porośnięte niskimi trawami lub bez roślinności. Istnieje powiązanie występowania szczuroskoczka teksaskiego oraz Prosopis glandulosa. Gryzonie te są głównie nocne, spędzają większość dnia ukryte w podziemnych norach. Żywią się nasionami, zielonymi częściami roślin i owadami. W norach gromadzą zapasy nasion. Szczuroskoczek teksaski jest dobrze przystosowany do suchych warunków, większość wody pobiera z pokarmem.